# Aero Services Executive
Aero Services Executive was een luchtvaartmaatschappij met een basis in Frankrijk.

## Code
- IATA-code: W4

Aero Charter DARTA · Aero Services Executive · Aigle Azur · Air Antilles Express · Air Austral · Air Caraïbes · Air Corsica · Air France · Air Guyane · Air Horizons · Airlinair · Air Littoral (opgeheven) · Air Méditerranée · Air Orient (opgeheven) · AlsaceExcel · Axis Airways · Blue Line · Brit Air · CCM Airlines · Champagne Airlines · CityJet · Corsairfly · Eagle Aviation France · Eurojet Airlines · Europe Airpost · Finist'air · Flywest · Hex'Air · L'vion · Ocean Airways · Octavia Airlines · Régional · XL Airways France · Sud Airlines

Afhankelijke gebieden: Air Bourbon (opgeheven) · Air Calédonie · Aircalin · Air Moorea · Air Saint-Pierre · Air Tahiti · Air Tahiti Nui · St Barth Commuter · Wan Air